# Alberto Gamero
Alberto Miguel Gamero Morillo (Santa Marta, 3 febbraio 1964) è un allenatore di calcio ed ex calciatore colombiano, di ruolo difensore, tecnico del Millonarios.

## Palmarès

### Giocatore

#### Competizioni nazionali
- Campionato colombiano: 1

Millonarios: 1988

### Allenatore

#### Competizioni nazionali
- Campionato colombiano: 3

Boyacá Chicó: 2008-I
Deportes Tolima: 2018-I
Millonarios: 2023-I
- Copa Colombia: 2

Deportes Tolima: 2014
Millonarios: 2022
- Súper Liga: 1

Millonarios: 2024